# Aspalathus marginata
Aspalathus marginata är en ärtväxtart som beskrevs av William Henry Harvey. Aspalathus marginata ingår i släktet Aspalathus och familjen ärtväxter. Inga underarter finns listade i Catalogue of Life.